# 1205년

## 연호
- 남송(南宋) 개희(開禧) 원년
- 금(金) 태화(泰和) 5년
- 일본(日本) 겐큐(元久) 2년
- 서하(西夏) 천경(天慶) 12년
- 리 왕조(李朝) 티엔자바오흐우(天嘉寶祐) 4년 / 찌빈롱응(治平龍應) 원년

## 기년
- 남송(南宋) 영종(寧宗) 11년
- 금(金) 장종(章宗) 16년
- 고려(高麗) 희종(熙宗) 원년
- 서하(西夏) 환종(桓宗) 12년
- 리 왕조(李朝) 고종(高宗) 30년